# Aphonopelma bistriatum
Aphonopelma bistriatum är en spindelart som först beskrevs av Carl Ludwig Koch 1838.  Aphonopelma bistriatum ingår i släktet Aphonopelma och familjen fågelspindlar. Inga underarter finns listade i Catalogue of Life.